# Bobbi Gibb
Roberta „Bobbi” Gibb (ur. 2 listopada 1942 w Winchester) – amerykańska biegaczka i prawniczka.

## Życiorys
Urodzona 2 listopada 1942 roku w Winchester w stanie Massachusetts i tam też się wychowywała. W 1964 roku po raz pierwszy obejrzała relację z Maratonu Bostońskiego i odtąd marzyła o starcie w nim. Ćwiczyła samotnie, bez trenera i wiedzy teoretycznej. W ramach przygotowań do niego w 1965 roku przebiegła cały kontynent, do Kalifornii. Po dwóch latach treningów wysłała zgłoszenie do organizatorów maratonu w Bostonie, ale jego dyrektor Will Cloney odpisał jej, że „z przyczyn fizjologicznych kobiety nie są zdolne” do przebiegnięcia dystansu maratońskiego, chociaż Gibb była wówczas w stanie przebiec dystans o połowę dłuższy. Gibb jednak uznała odmowę za wyzwanie i zdecydowała się wystartować mimo braku dopuszczenia.
Przed rozpoczęciem biegu ukryła się w krzakach niedaleko linii startowej. Przed startem obawiała się, że może zostać usunięta przez organizatorów lub innych zawodników, jednak biegacze przyjęli ją życzliwie. Swoim startem wzbudziła duże zainteresowanie, widzowie zaczęli ją dopingować, a radio informowało nie tylko o aktualnie prowadzącym zawodniku, ale także o jej pozycji. Gibb ukończyła maraton w czasie 3 godzin i 21 minut, nie wykorzystywała pełni swoich możliwości, by mieć pewność ukończenia maratonu.
Rok później Gibb wystartowała wraz z innymi zawodnikami, ale organizatorzy oficjalnie nadal nie przyjmowali zgłoszeń kobiet. W 1967 roku Amatorska Federacja Sportowa USA zabroniła kobietom wspólnych startów z mężczyznami we wszelkich biegach, po tym jak inna biegaczka zdołała zdobyć numer startowy dzięki podaniu w zgłoszeniu jedynie inicjałów imienia. W następnym roku w bostońskim maratonie obok Roberty Gibb biegły jeszcze cztery kobiety, aż w 1972 roku organizatorzy zaczęli przyjmować zgłoszenia kobiet. Uzyskała kolejno czasy: 3:21:40 (1966), 3:27:17 (1967) i 3:30:00 (1968).
W późniejszych latach ukończyła prawo na New England School of Law (1978), napisała autobiografię (1980) i przez 18 lat pracowała jako prawnik, po czym podjęła pracę w laboratorium neurologicznym należącym do University of California, San Diego.
W 1966 poślubiła Williama Bingaya, z którym ma syna.